# 和田酒造
和田酒造（わだしゅぞう）は、山形県西村山郡河北町にある清酒製造業を行う酒蔵である。

## 概要
1797年（寛政9年）創業。創業から酒造業と並行して呉服店、石油販売なども行っていたが、昭和初期から酒造業を専業としている。河北町は幻の酒造好適米である改良信交の栽培地と知られ、その改良信交を使用。酒造用水は月山の伏流水である。
製造数量はそれほど多くなく、生産量のほとんどが地元消費である。

## 代表銘柄
- あら玉
  - おめでたいことから命名されたと言われている[5]。